# Secularització

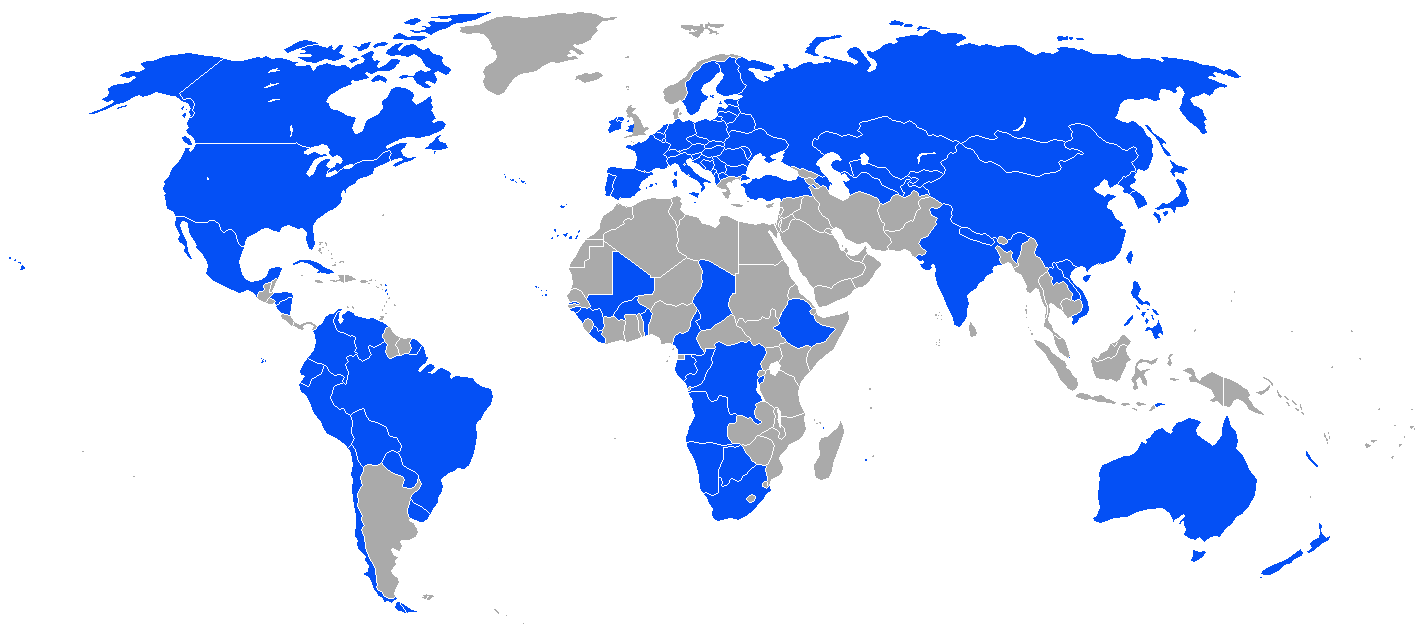
Mapa d'Estats seculars.

La secularització és la separació entre l'Església i l'Estat, procés en la direcció del secularisme. Es dona a la majoria dels països occidentals. La secularització és el resultat d'un llarg procés històric ple de tensions i d'incomprensions entre l'Estat i l'Església, alguns dels quals són els següents: 

## Edat mitjana (s. IV-XV)
- Els monjos van evangelitzar Europa, difonent-hi la cultura, humanitzant els costums d'una societat guerrera...
- Els monestirs es van convertir en centres de cultura i civilització.
- La religió i l'Estat depenien mútuament l'un de l'altre.

## Edat Moderna (s. XV-XVIII)
- S'inicia amb el Renaixement, que valora l'ésser humà per sobre de tot.
- No nega Déu ni la religió, però les desplaça del lloc central que havien ocupat fins aleshores.
- Per l'avanç de les ciències naturals en l'explicació global del món, la raó es va afirmar com a instrument de coneixement, davant la religió i l'Església.
- Els moviments socials, el desenvolupament de la política i de la cultura van fer veure que els assumptes terrenals tenien una dinàmica pròpia, explicable des dels propis condicionaments humans.
- L'Estat es distancia de la religió.

## Edat Contemporània (s.XVIII-XXI)
- S'inicia amb la Revolució Francesa, que reconeix la llibertat de creences i cultes religiosos, i crea un ambient d'anticlericalisme i ateisme.
- Es van establir clarament els límits entre la religiositat i la vida civil, identificant aquesta última amb la majoria d'edat o maduresa de l'ésser humà.
- Van sorgir alguns pensadors que, en els seus escrits, creen un clima de dubtes i sospites sobre el món de Déu i la religió. El 1864, l'Església catòlica va condemnar amb vehemència aquestes idees «modernes» a l'encíclica Quanta Cura a la qual va afegir el seu infamós Syllabus Errorum.
- Va sorgir, també, la idea que la fe i la raó no poden conviure.
- L'Estat se separa totalment de la religió.

En aquest llarg procés de separació entre Estat i Religió va haver-hi excessos per totes dues bandes:
- Estat: Els polítics no volien que l'Església influís en la cultura i la societat, deixant-hi un espai mínim per a la religió.
- Religió: Els cristians, en veure's tan limitats, es van tancar enfront de moltes llibertats i es van aferrar a conservar antics privilegis.

Les posicions es van radicalitzar, i va sorgir un corrent de pensament (secularisme) que volia reduir la religió a l'àmbit personal i privat, és a dir, pretenia tancar l'Església als temples i sagristies perquè no influís en la societat.
L'Església considera positiva la secularització, però també creu que pot tenir un vessant negatiu:
És positiva:
- Perquè la cultura i la societat es ressituen en el seu àmbit propi.[1]
- L'Església va assumir funcions suplint una societat civil que no actuava en aquests sectors.
- Quan la societat civil va donar respostes a aquestes necessitats, l'Església es va dedicar a altres camps que li eren més propis.

És negativa:
- Perquè priva la presència de la religió en la cultura, en la societat i en la vida de les persones.
- L'Església no pot renunciar a ser present en la societat.
- Tampoc no pot renunciar al fet que les persones religioses expressin lliurement les seves creences.

## Secularització territorial alseglexix
A l'inici del segle xix els principats eclesiàstics del Sacre Imperi Romanogermànic, únic lloc on conservaven el poder temporal, foren secularitzats i el domini dels seus territoris transferits a prínceps imperials laics.